# Бежа
Бе́жа (порт. Beja; МФА: [ˈbɐj.ʒɐ], Бейжа) — муніципалітет і місто в Португалії, в окрузі Бежа. Адміністративний центр округу.  Розташований у центрально-південній частині країни, на теренах історичної португальської провінції Алентежу. Належить до Безької діоцезії Католицької церкви в Португалії. Права міського самоврядування має з 1524 року. Поділяється на 12 парафій. За адміністративним поділом, чинним до 1976 року, був складовою провінції Нижнє Алентежу. Площа муніципалітету — 1106,44 км², населення муніципалітету — 35854 ос. (2011); густота населення — 32,4 осіб/км²
. Патрон — святий Сісенанд. Святковий день муніципалітету — 1-й четвер після Вознесіння. Поштовий індекс — 7800.  Код місцевої адміністративної одиниці — 0205. Складова статистичного регіону Алентежу. Центр Безького єпископства.

## Назва
- Па́кс Ю́лія (лат. Pax Iulia, «мир Юліїв») — латинська назва римської доби, за часів імператора Юлія Цезаря, на знак миру із місцевими лузітанами[2][3].
- Па́кс Авгу́ста (лат. Pax Augusta, «мир Августа») — латинська назва римської доби, за часів імператора Октавіана Августа[4]; згадується у Страбона[5].
- Па́ка (лат. Paca) — латинська назва VI століття за часів вестготів.
- Бе́жа (порт. Beja) — португальська назва міста, що походить від арабського Бежа (араб. باجة‎, Baja), спотвореної транслітерації «Пака» за часів мусульманського панування[4]. Однойменне місто існує в мусульманському Тунісі.
- Бе́ха (ісп. Beja) — іспанська назва міста[6].

## Географія
Бежа розташована на півдні Португалії, в центрі округу Бежа. Колишній адміністративний центр провінції Нижнє Алентежу.
Відстань до Лісабона — близько 135 км.
Бежа межує на півночі з муніципалітетами Куба і Відігейра, на сході — з муніципалітетом Серпа, на півдні — з муніципалітетами Мертола та Каштру-Верде, на заході — з муніципалітетами Алжуштрел і Феррейра-ду-Алентежу.

### Клімат
| Клімат Бежі                                | Клімат Бежі | Клімат Бежі | Клімат Бежі | Клімат Бежі | Клімат Бежі | Клімат Бежі | Клімат Бежі | Клімат Бежі | Клімат Бежі | Клімат Бежі | Клімат Бежі | Клімат Бежі | Клімат Бежі |
| Показник                                   | Січ.        | Лют.        | Бер.        | Квіт.       | Трав.       | Черв.       | Лип.        | Серп.       | Вер.        | Жовт.       | Лист.       | Груд.       | Рік         |
| Абсолютний максимум, °C                    | 22,0        | 24,5        | 30,0        | 32,6        | 37,2        | 45,4        | 45,2        | 45,4        | 42,0        | 35,0        | 28,1        | 22,0        | 45,4        |
| Середній максимум, °C                      | 14,0        | 15,5        | 19,0        | 20,4        | 24,3        | 29,9        | 33,3        | 33,1        | 29,4        | 23,5        | 18,0        | 14,5        | 22,91       |
| Середня температура, °C                    | 9,7         | 10,8        | 13,4        | 14,6        | 17,7        | 22,0        | 24,6        | 24,8        | 22,4        | 18,2        | 13,6        | 10,7        | 16,88       |
| Середній мінімум, °C                       | 5,4         | 6,0         | 7,7         | 8,7         | 11,0        | 14,0        | 15,8        | 16,4        | 15,4        | 12,9        | 9,2         | 6,8         | 10,78       |
| Абсолютний мінімум, °C                     | −2,7        | −3,2        | −3,2        | 0,3         | 3,3         | 7,6         | 8,7         | 9,0         | 7,5         | 3,8         | 0,3         | −0,9        | −3,2        |
| Середня кількість сонячних годин на місяць | 148         | 147         | 195         | 219         | 282         | 298         | 357         | 336         | 245         | 199         | 158         | 142         | 2726        |
| ------------------------------------------ | ----------- | ----------- | ----------- | ----------- | ----------- | ----------- | ----------- | ----------- | ----------- | ----------- | ----------- | ----------- | ----------- |

## Історія

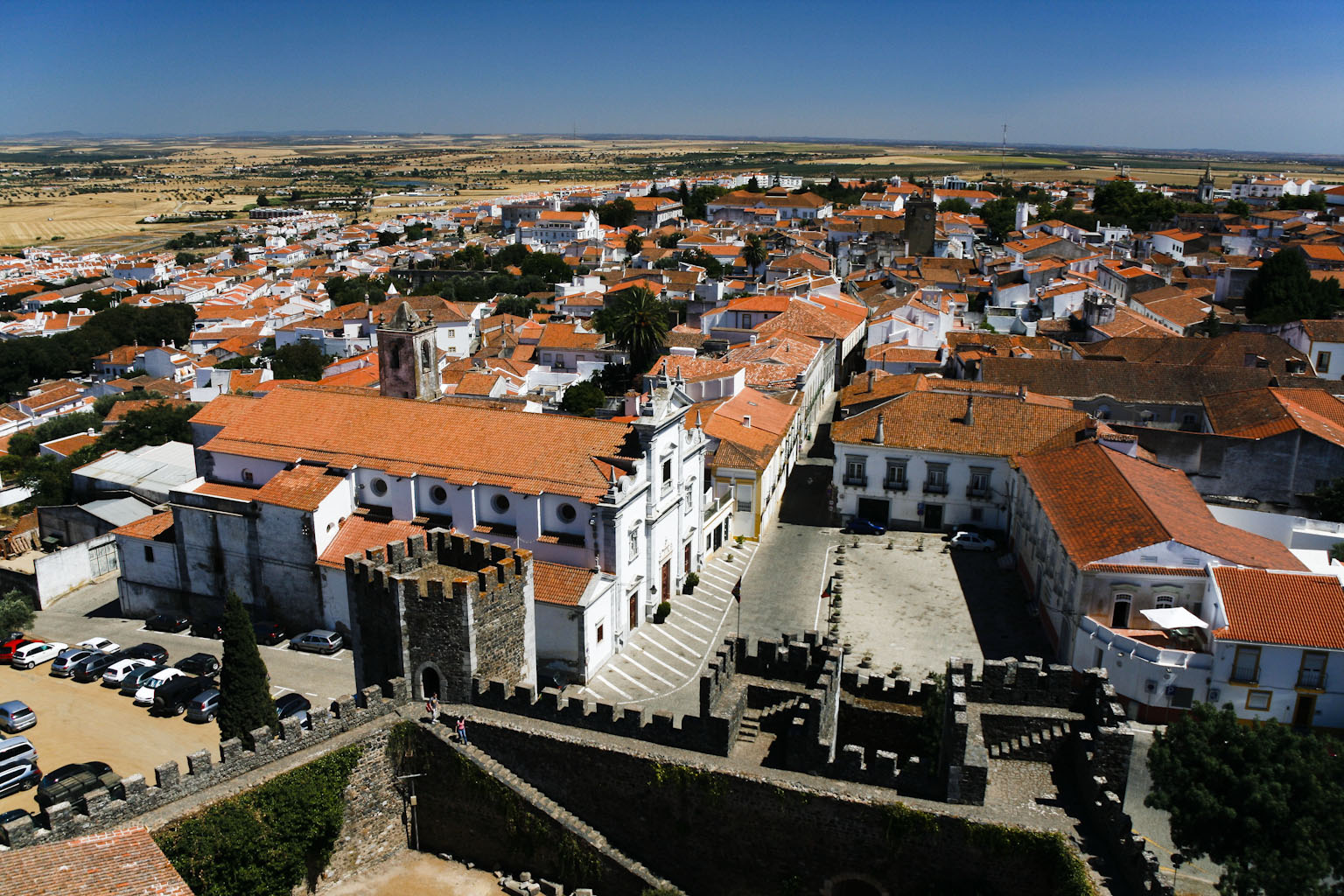
Панорама старого міста із замку.

До нашої ери територію сучасної Бежі заселяли кельто-іберійські племена. Після римського завоювання Іспанії й укладання миру з лузітанами 48 до н.е. римляни збудували тут колонію, яку назвали Пакс Юлія (Pax Julia) на честь Юлія Цезаря. Вона розташовувалася на стратегічно важливому пагорбі, висотою 277 м, що домінував над рівнинами регіону та лежав на перехресті шляхів. Колонія переросла у містечко  й стала однією зі столиць римської провінції Лузітанія. За правління імператора Октавіана Августа місто називали на його честь — Пакс Августа (Pax Augusta).
Після падіння Римської імперії місто увійшло до складу Вестготського королівства й стало називатися Пака (Paca). Воно було центром християнського Пакського єпископства, першим головою якого був святий Апрігій (?—530).
713 року, в ході мусульманського завоювання Іспанії, місто захопили війська Омеядського халіфату. Завойовники змінили назву поселення на Бажа (Baja, باجة‎), що згодом трансформувалося у Бежа. Місто та його околиці були включені до новоствореного регіону аль-Гарб (Захід) мусульманської Іспанії. Християнське єпископство фактично перестало існувати.
1031 року, внаслідок падіння Кордовського халіфату, Бежа стала центральним місто Безької тайфи, самостійного мусульманського емірату. 1144 року її правитель Сідрай ібн Вазір підтримав повстанців проти володаря Севільї. Тайфа проіснувала до 1150 року, коли Бежу захопили війська берберських Альмохадів. Вони приєднали її до своєї північноафриканської імперії.
1162 року, під час Реконкісти, християнські португальські війська під проводом Фернана Гонсалвіша звільнили Бежу. Проте вже 1175 року Альмохади повернули собі місто й контролювали його наступні півстоліття. Остаточне звільнення Бежі відбулося 1234 року за правління португальського короля Саншу ІІ. Вона увійшла до складу провінції Алентежу Португальського королівства.
1253 року португальський король Афонсу III заклав будівництво Безького замку, а наступного 1254 року надав Бежі форал, яким визнав за поселенням статус містечка та муніципальні самоврядні права. 1524 року португальський король Мануел I надав Бежі новий форал, яким визнав статус міста.
Протягом Реставраційної війни 1640—1668 років Бежу почергово займали португальські й іспанські війська.
1770 року Бежа стала знову стала центром християнського Безького єпископства.
1808 року, в ході Піренейської війни, Бежу окупували французькі війська під проводом генерала Жана-Андоша Жюно. Вони пограбували місто й винищили частину його мешканців.
У 1936—1976 роках Бежа була адміністративним центром провінції Нижнє Алентежу.

## Населення
| Кількість мешканців | Кількість мешканців | Кількість мешканців | Кількість мешканців | Кількість мешканців | Кількість мешканців | Кількість мешканців | Кількість мешканців | Кількість мешканців | Кількість мешканців | Кількість мешканців | Кількість мешканців | Кількість мешканців | Кількість мешканців | Кількість мешканців |
| ------------------- | ------------------- | ------------------- | ------------------- | ------------------- | ------------------- | ------------------- | ------------------- | ------------------- | ------------------- | ------------------- | ------------------- | ------------------- | ------------------- | ------------------- |
| 1864                | 1878                | 1890                | 1900                | 1911                | 1920                | 1930                | 1940                | 1950                | 1960                | 1970                | 1981                | 1991                | 2001                | 2011                |
| 19 587              | 23 099              | 23 875              | 25 382              | 30 058              | 30 810              | 37 143              | 42 113              | 42 703              | 43 119              | 36 384              | 38 246              | 35 827              | 35 762              | 35 854              |

## Релігія
Від 1770 року Бежа — центр католицької Безької діоцезії, складової Еворської архідіоцезії. Більшість містян — римо-католики. Святим покровителем міста вважається святий Сісенанд, замучений мусульманами у Кордові в 851 році.
До 1834 року в Бежі діяло багато католицьких чернечих орденів, що мали монастирі в самому місті й околицях. Зокрема, з 1324 року тут працювали францисканці, запрошені святою королевою Ізабеллою. У 1562 році свою працю розпочали кармеліти, а 1609 року — капуцини.

## Інфраструктура
- Місце дислокації 1-го піхотного полку.

## Парафії
- Алберноа
- Балейзан
- Берінжел
- Кабеса-Горда
- Момбежа
- Носса-Сеньора-даш-Невеш
- Кінтуш
- Салвада
- Салвадор
- Санта-Клара-де-Лореду
- Санта-Марія-да-Фейра
- Санта-Віторія
- Сантіагу-Майор
- Сан-Бріссуш
- Сан-Жуан-Батішта
- Сан-Матіаш
- Тріндаде
- Трігашеш

## Пам'ятки
- Безький замок — середньовічний замок ХІІІ ст. Військовий музей.
- Безький собор — головний храм католицької Безької діоцезії. Збудований 1590 року як церква святого Якова Старшого. Статус катедрального собору має з 1925 року.

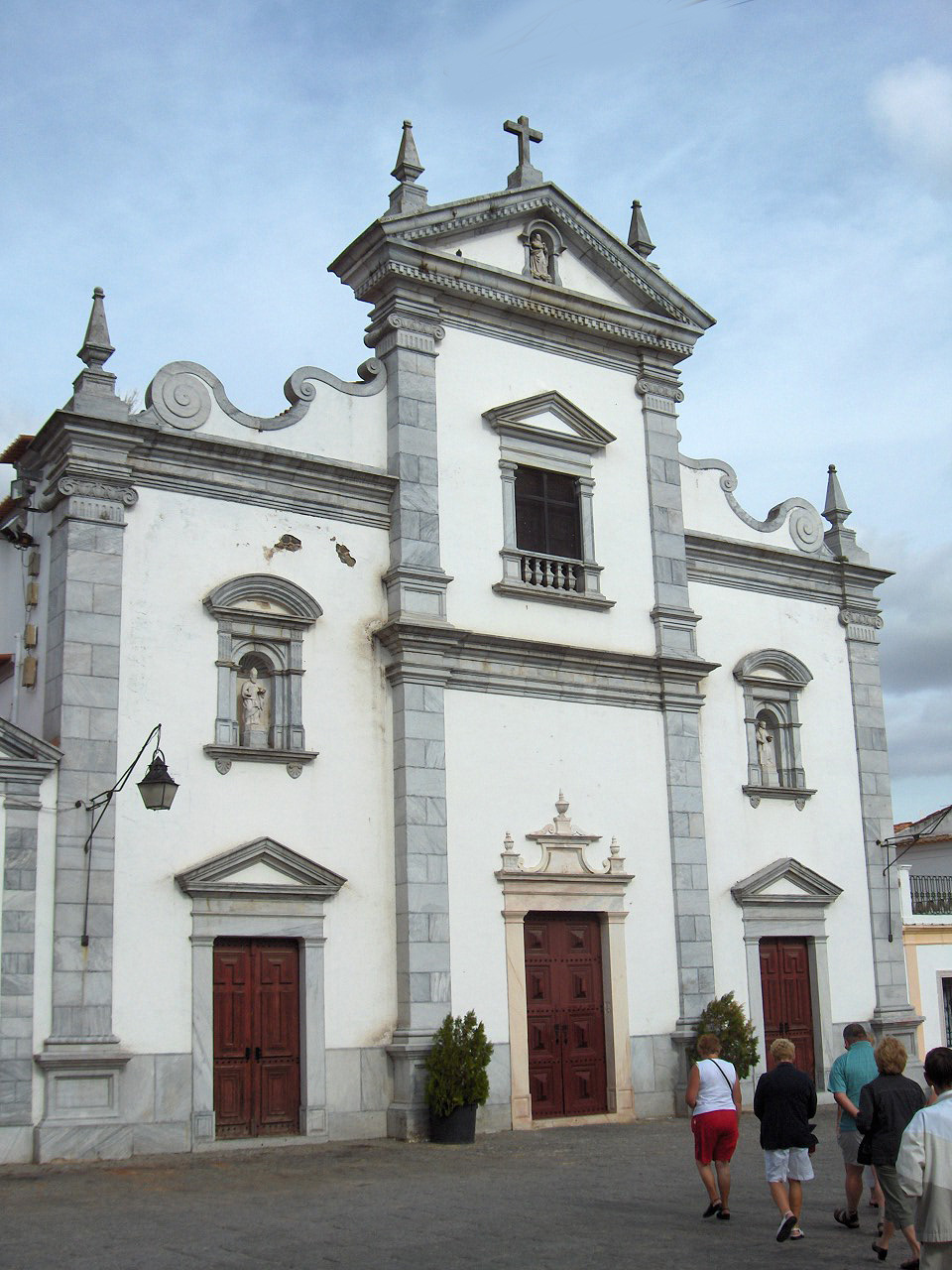
Безький собор
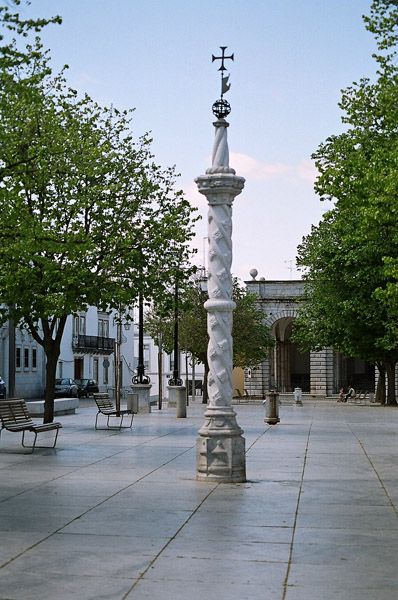
Ганебний стовп

## Уродженці
- Леонора Авіська — португальська королева.
- Сісенанд Кордовський — диякон, святий.
- Антоніу Рапошу Тавареш — португальський мореплавець, дослідник Бразилії.